# كل رخ خاتون
كل رخ خاتون (بالتركية: Gülruh Hatun)‏ هي زوجة السلطان العثماني بايزيد الثاني. وُلدت في 16 أبريل 1454، وتوفيت في 3 يونيو 1528 في بورصة.